# 苯甲酰溴
苯甲酰溴是一种有机化合物，化学式为C7H5BrO，它是苯甲酸的酰溴衍生物。它可由苯甲醛和二溴三聚氰酸在二氯甲烷中反应制得。苯甲醛和溴化亚砜或N-溴代丁二酰亚胺的反应，以及苯甲酰氟和三溴化硼的反应都可制得苯甲酰溴。它和苯硫酚亚铊反应，可以得到硫代苯甲酸-S-苯酯；硒代底物的反应类似。在乙酸钯催化下，它和苯基环氧乙烷反应，可以得到苯甲酸-β-溴苯乙酯。